# Gens Cocia
La gens Cocia (en latín: Cotia) era una familia plebeya de la antigua Roma. Se conoce principalmente de un solo individuo, Quinto Cocio Aquiles. Debido a su valentía, sirvió como legado de Quinto Cecilio Metelo Macedónico durante su campaña contra los Celtíberos en Hispania, 143 a. C. Se distinguió por matar a dos enemigos en combate singular.